# Issus coleoptratus
Cigale bossue
Espèce
Statut de conservation UICN

 LC  : Préoccupation mineure
La Cigale bossue, Issus coleoptratus, est une espèce d'insectes hémiptères, de la famille des Issidae (en). Elle est commune dans l'Ouest de l'écozone paléarctique. 

## Description
C'est une espèce de cicadelles d'une longueur variant entre 5,5 et 7 mm. Sa coloration peut varier de marron clair à presque noir, en passant par le vert olive.

## Biologie
Cette espèce n'a pas la capacité de voler, contrairement aux autres membres de sa famille biologique. Elle se nourrit en piquant le phloème de différents arbres, tels que les tilleuls, les chênes, les érables, les bouleaux, les ormes et les noisetiers.
Une génération se développe en une année.

### Engrenage biologique
Les nymphes de cet insecte ont une petite structure en forme d'engrenage sur les fémurs de leurs pattes postérieures, dont les dents s'emboîtent, gardant les jambes synchronisées lorsque l'insecte saute. Cet engrenage est le premier engrenage entièrement fonctionnel découvert dans la nature. Les insectes le perdent avant de se muer en adultes,, (chez les adultes le même effet est obtenu par le frottement des hanches).